# Corte Suprema de la Unión Soviética
El Tribunal Supremo de la Unión Soviética o Corte Suprema de la Unión Soviética  (en ruso: Верховный Суд СССР) era el máximo órgano judicial de la Unión Soviética, que existió desde el 23 de noviembre de 1923 hasta el 2 de enero de 1992. Después de la disolución de la URSS, la Corte Suprema, junto con otros órganos superiores del poder estatal de la URSS, fue abolida, sus archivos fueron transferidos a los Archivos del Estado de la Federación de Rusia, y el edificio número 15 de la calle Povarskaya (antigua sede del tribunal supremo) está actualmente ocupado por la Corte Suprema de la Federación Rusa.

## Creación
La necesidad de crear un único órgano judicial para toda la Unión Soviética surgió inmediatamente después de la creación de la URSS, en diciembre de 1922, ya que el artículo 12 del Tratado de Creación de la Unión Soviética mencionaba el establecimiento de un Tribunal Supremo en la URSS, bajo el Comité Ejecutivo Central de la Unión Soviética, «con las funciones de control judicial supremo».
El 23 de noviembre de 1923, el Presídium del Comité Ejecutivo Central de la Unión Soviética adoptó el primer Reglamento de la Corte Suprema de la URSS, el cual determina el estatus, la competencia y el procedimiento para la actividad de este nuevo tribunal.
La Constitución de la URSS de 1924, menciona al capítulo 7 como: «Sobre el Tribunal Supremo de la Unión de Repúblicas Socialistas Soviéticas», hasta que en 1935 se cambió el título de este capítulo en la siguiente edición como: «Sobre la Corte Suprema y la Fiscalía de la Unión de Repúblicas Socialistas Soviéticas» ), lo cual fijó el lugar y el papel de la Corte Suprema en el sistema de órganos de poder estatal de la URSS.

## Competencia
La Constitución de la Unión Soviética atribuyó la resolución de las siguientes cuestiones a la competencia de la Corte Suprema de la URSS:
- Proporcionar a los Tribunales Supremos de las repúblicas de la Unión explicaciones de orientación sobre cuestiones de la legislación de toda la Unión;
- Consideración y protesta ante el Comité Ejecutivo Central de la Unión de Repúblicas Socialistas Soviéticas a propuesta del fiscal del Tribunal Supremo de la Unión de Repúblicas Socialistas Soviéticas decisiones, decisiones y sentencias de los tribunales supremos de las repúblicas de la Unión, por razones de contradicción de los mismos a la legislación de toda la Unión, o porque afectan a los intereses de otras repúblicas;
- Emitir dictámenes a solicitud del Comité Ejecutivo Central de la Unión de Repúblicas Socialistas Soviéticas sobre la legalidad de determinadas decisiones de las repúblicas unidas desde el punto de vista de la Constitución;
- La resolución de disputas legales entre las repúblicas unidas;
- Examen de casos de imputación de delitos de oficio a altos funcionarios de la Unión.

Posteriormente, el 14 de julio de 1924, el Comité Ejecutivo Central de la Unión Soviética adoptó una Resolución denominada «Órdenes de la Corte Suprema de la URSS», que especificaba y concretaba las competencias y el procedimiento para las actividades de la Corte Suprema de la URSS.

## Estructura

### 1923-1938
Inicialmente, según el Reglamento de 1923, la Constitución y la Orden de 1924. ) El Tribunal Supremo de la URSS estaba integrado por:
- Sesión plenaria;
- Colegios Judicial Civil y Judicial Penal;
- Colegio Militar y de Transporte Militar.

La Corte Suprema también tenía el derecho de crear presencias judiciales especiales (composiciones) para la consideración de casos penales y civiles de excepcional importancia, que afectaran en su contenido a dos o más repúblicas unidas, y casos de jurisdicción personal de miembros del Comité Ejecutivo Central de la URSS, del presidente del Consejo de Comisarios del Pueblo, y de miembros del Tribunal Supremo de la URSS, fiscales, su adjunto y asistentes superiores.
El presidente de la Corte Suprema y sus miembros eran nombrados por el Presídium del Sóviet Supremo, y podían ser destituidos por él. El Pleno del Tribunal Supremo también incluyó, de oficio, cuatro presidentes de los tribunales supremos de las repúblicas unidas y el presidente de la Administración Política de los Estados Unidos dependiente del Consejo de Comisarios del Pueblo de la URSS. Además, el Fiscal de la URSS o su adjunto participaron en los trabajos del Pleno.
En 1926 se abolieron los Tribunales de Transporte Militar, por lo que el Colegio de Transporte Militar de la Corte Suprema de la URSS, junto con la Corte Suprema de la URSS fueron proclamados recurso de casación en los casos juzgados por tribunales militares ; en ese mismo año, la interpretación de la legislación de todos los sindicatos se remitió a la competencia de la Corte Suprema.
El 24 de julio de 1929, el Comité Ejecutivo Central y el Consejo de Comisarios del Pueblo de la URSS adoptaron un nuevo Reglamento sobre el Tribunal Supremo de la URSS y la Fiscalía del Tribunal Supremo de la URSS, donde, en particular, al Tribunal Supremo se le concedió el derecho de iniciar leyes y se le encomendó la obligación de explicar las leyes de toda la Unión a sugerencia del Comité Ejecutivo Central de la URSS y a petición del Consejo de Comisarios del Pueblo.
En 1931, se formó el Colegio de la Corte Suprema de la URSS para asuntos de transporte y se determinó una nueva composición de las sesiones plenarias de la Corte: el presidente de la Corte Suprema de la URSS, su adjunto, los presidentes de las sesiones plenarias de la Suprema Tribunales de las repúblicas de la Unión, presidentes de los colegios del Tribunal Supremo de la URSS y cuatro miembros designados por el Presídium del Comité Ejecutivo Central de la URSS, en número de los cuales incluye un representante de la OGPU.
En 1935, se realizaron enmiendas a la Constitución de la URSS, que también afectaron los asuntos del Tribunal Supremo de la URSS. En particular, se aclaró la estructura de la Corte. Según la nueva ley, el Tribunal Supremo de la URSS actuó de la siguiente manera:
- Sesión plenaria;
- Presidio;
- El Consejo Judicial y de Supervisión;
- Colegios Judicial Civil y Judicial Penal;
- El Colegio Militar ;
- Colegios de Asuntos del Transporte;
- Junta de Transporte de Agua;
- Colegios especiales.[6]

Además, la Corte Suprema recibió el derecho de anular directamente los actos judiciales de las cortes supremas de las repúblicas unidas que contradigan la legislación de todos los sindicatos (de acuerdo con las normas previamente existentes, solo podía impugnar tales actos contra la CEC sindical).
La Constitución de la URSS de 1936 definió al Tribunal Supremo de la URSS como el máximo órgano judicial . El Tribunal Supremo de la URSS, según la Constitución, estaba encargado de la supervisión de las actividades judiciales de los órganos judiciales de la URSS, así como de los órganos judiciales de las repúblicas de la Unión dentro de los límites establecidos por la ley. El Tribunal Supremo fue elegido por el Soviet Supremo de la URSS por un período de cinco años, y los presidentes de los tribunales supremos de las repúblicas unidas también eran miembros del Tribunal (artículo 105 de la Constitución).

### 1938-1957
El 16 de agosto de 1938, sobre la base de la Constitución de la URSS, se adoptó la Ley de la URSS «Sobre el Sistema Judicial de la URSS, Unión y Repúblicas Autónomas», que modificó la estructura del Tribunal Supremo de la URSS (se creó el Colegio Ferroviario y se suprimieron la Junta de Transporte y la Junta Especial).
La estructura del Tribunal Supremo de la URSS en 1939.
- El pleno
- El Buró
- Colegio militar
- Tablero de ferrocarril
- Junta de transporte de agua
- Colegio Judicial de Casos Penales
- Colegio Judicial de Casos Civiles

Durante la Gran Guerra Patriótica, se produjeron algunos cambios en la estructura de la Corte Suprema. Así, se formaron los Colegios Militares de Ferrocarriles y Militares de Transporte Acuático (en relación con la introducción de la ley marcial en el transporte), que fueron las instancias de casación y fiscalización de los tribunales militares, respectivamente, de las vías fluviales ferroviarias. Asimismo, en 1944 se creó el Colegio Judicial de Tribunales de Campo como instancia de casación y fiscalización en los casos considerados por los juzgados de campo creados al mismo tiempo (tribunales especiales que operan en el sistema GULAG).
Estructura 1949
- El pleno
- El Buró
- Colegio Judicial de Casos Penales
- Colegio Judicial de Casos Civiles
- Sala Judicial para Tribunales de Campamento
- Colegio militar
- Tablero de ferrocarril
- Junta de transporte de agua
- Junta disciplinaria
- Secretaría
- Departamento de Codificación
- Departamento de Generalización y Estadística
- Departamento secreto
- Cancillería
- Agencia de traducción
- Departamento de mantenimiento
- Archivo

Un total de 309 empleados, incluidos 69 jueces.
Estructura 1956
- El pleno
- El Buró
- Colegio Judicial de Casos Penales
- Colegio Judicial de Casos Civiles
- Colegio militar
- Junta de transporte
- Junta disciplinaria
- Secretaría
- Departamento de Codificación
- Departamento de Generalización y Estadística
- División de Buques de Transporte
- Expedición
- Registro
- Mashburo
- Departamento de cifrado secreto
- Cancillería
- Agencia de traducción
- Departamento de mantenimiento
- Archivo

Hay 320 empleados en total, incluidos 69 jueces.

## Presidentes
- Nikolái Krylenko (28 de noviembre de 1923 - 2 de febrero de 1924)
- Aleksandr Vinokúrov (15 de marzo de 1924 - 17 de agosto de 1938)
- Iván Golyakov (17 de agosto de 1938 - 24 de agosto de 1948)
- Anatoli Volin (31 de agosto de 1948 - 14 de marzo de 1949 al 12 de febrero de 1957)
- Aleksandr Gorkin (12 de febrero de 1957-20 de septiembre de 1972)
- Lev Smirnov (20 de septiembre de 1972-12 de abril de 1984)
- Vladímir Terebílov (12 de abril de 1984 - 5 de junio de 1989)
- Yevgueni Smoléntsev (7 de junio de 1989-24 de diciembre de 1991)